# Initiative de défense stratégique

Ce fut sous le nom éminemment plus évocateur dans le monde de la jeunesse, du cinéma et des jeux vidéo que les médias américains associèrent La Guerre des étoiles avec le programme scientifique et militaire mobilisant les crédits publics dans le giron du complexe militaro-industriel, objet de cet article.

Pour les articles homonymes, voir IDS.
L'Initiative de défense stratégique (IDS), dite aussi guerre des étoiles dans les médias, était un projet de défense anti-missile destiné à la protection des États-Unis contre une frappe nucléaire stratégique par des missiles balistiques intercontinentaux et des missiles balistiques lancés par des sous-marins. L'initiative, rendue publique le 23 mars 1983 par le président Ronald Reagan, devait combiner des systèmes capables d'intercepter les missiles ennemis, depuis le sol et l'orbite terrestre.
Ce vaste projet de la guerre froide a eu pour origine, d'une part la poussée soviétique depuis le milieu des années 1970 et d'autre part la volonté politique de Reagan de dépasser la doctrine d’équilibre de la terreur qui prévalait alors. « Pour contrer l'horrible menace des missiles soviétiques (…) un programme ambitieux est mis à l'étude pour protéger les États-Unis par un bouclier spatial, identifiant et anéantissant tout missile venu de la haute atmosphère » (discours du 8 mars 1983 sur l'Empire du mal).
En 1984, la Strategic Defense Initiative Organization (SDIO) fut créée pour superviser le programme. Trois ans plus tard, la Société américaine de physique conclut que le développement d'un bouclier antimissile global était extrêmement ambitieux, n’était pas réalisable avec la technologie de l’époque et qu'environ dix années de recherches seraient nécessaires simplement pour déterminer sa faisabilité. Avec la dissolution de l'URSS et la fin de la guerre froide, l'administration Clinton, si elle ne mit pas fin aux recherches dans le domaine, en réduisit grandement l'ambition et renomma l'organisation Ballistic Missile Defense Organization (BMDO).

## Étymologie
Ce sont les médias américains qui affublent l'IDS du surnom de Star Wars après le discours du président Reagan qui lance le programme, le 8 mars 1983 (deux mois et demi avant la sortie du Retour du Jedi), à l'occasion de la Convention annuelle des associations évangéliques nationales qui se tient à Orlando, dans lequel il réutilise l'expression d'« Empire du mal » pour désigner le bloc soviétique contre la menace duquel cette initiative est lancée.
George Lucas est ulcéré que ses adversaires politiques réutilisent ainsi le nom de sa saga : il perd deux procès contre des groupes d'intérêts militaro-industriels utilisant le nom Star Wars pour promouvoir l'IDS.

## Histoire

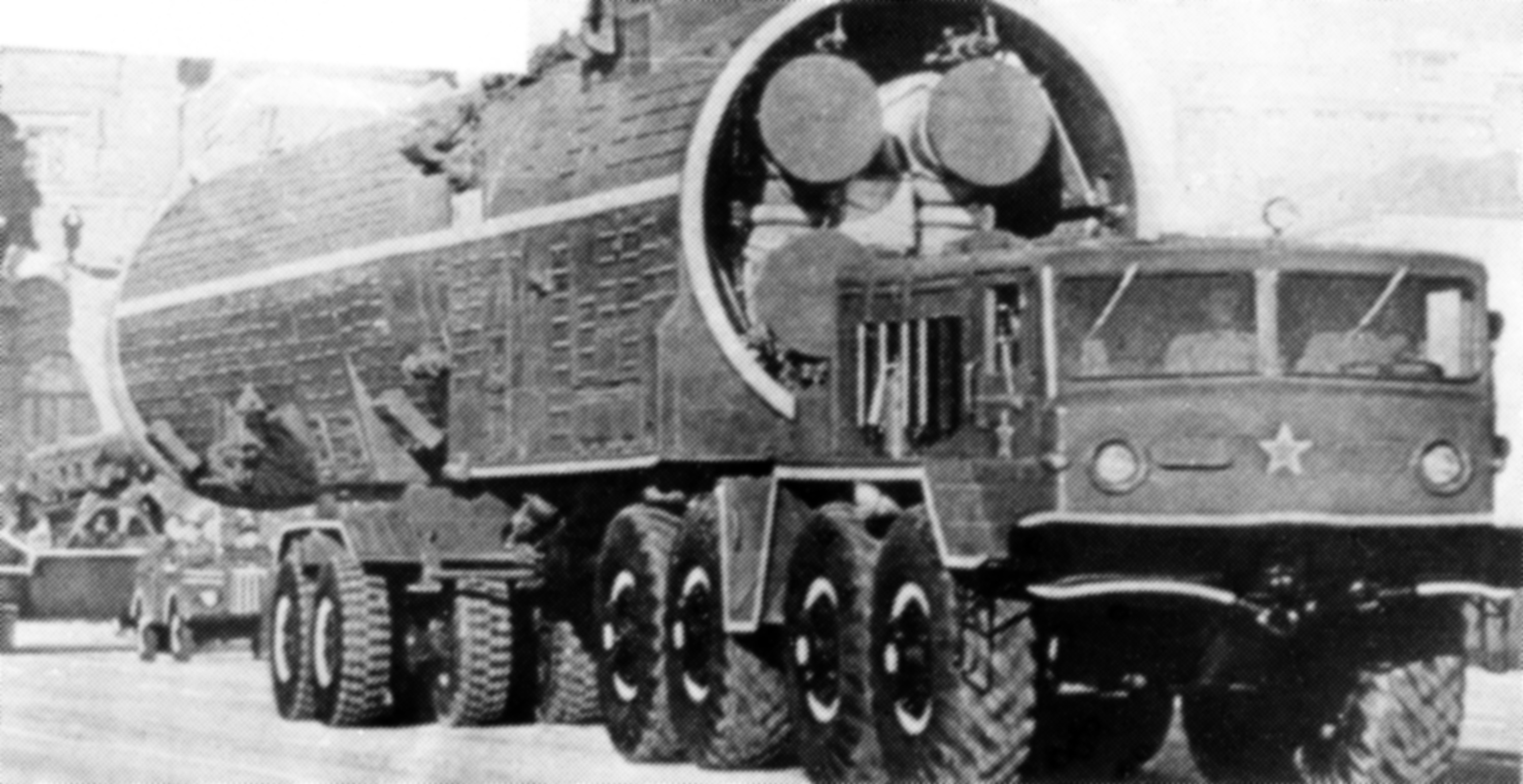
Missile antimissile Galosh. Un réseau dont la construction a débuté en 1968 comprenant actuellement quatre bases avec une centaine d'intercepteurs protègent Moscou depuis 1972 d'une attaque limitée par missile balistique.

### Précurseurs de l'IDS
L'idée d'une défense contre les missiles balistiques date de l'apparition de ceux-ci mais malgré les grands moyens financiers déployés par les superpuissances d'alors, la portée de cette technologie demeura réduite. L'Union soviétique fut la première à déployer un tel système autour de Moscou en 1971, le A-35 (ABM-1A). Aux États-Unis, l'ambitieux programme Nike-Zeus, à l’étude dès 1956, fut réduit au programme Sentinel en 1967 qui lui-même devint le programme Safeguard (en), limitant la protection à quelques silos de missiles du Dakota du Nord.
Pour éviter une nouvelle course aux armements, le traité ABM, limitant le nombre de ces armes, fut signé en 1972 et, tandis que l'URSS se concentra sur la protection de sa capitale, le Safeguard américain constitué des missiles Spartan et Sprint fut abandonné en 1976.

#### Influences du président

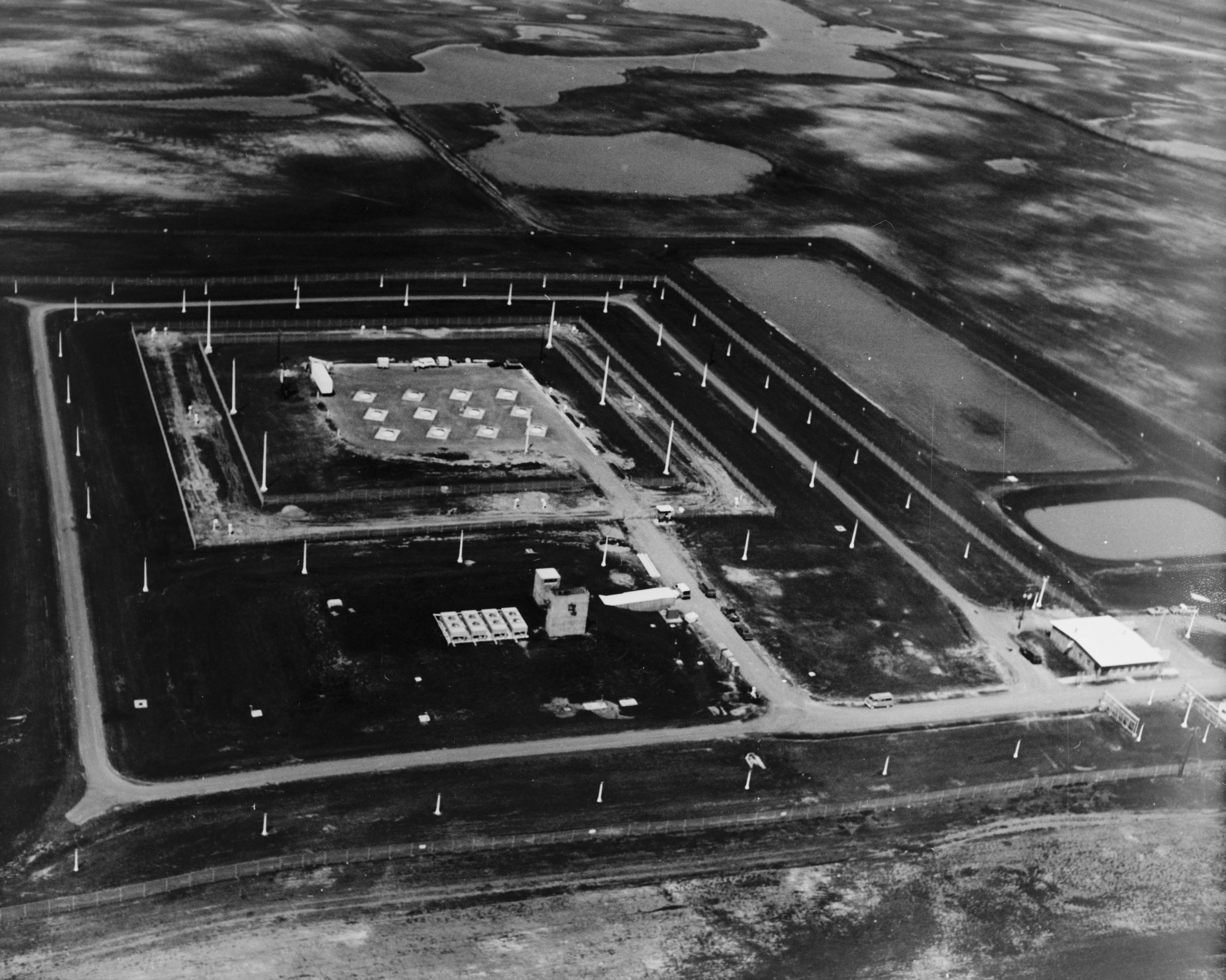
Un des quatre sites de lancement en Dakota du Nord destiné aux missiles Sprint qui ne fut déclaré opérationnel que quelques mois entre 1975 et 1976.

George Shultz, secrétaire d’État sous Reagan, suggère qu'une conférence par Edward Teller (« père de la bombe H ») en 1967 fut un important précurseur de l'IDS. Durant cette présentation au laboratoire national de Lawrence Livermore, à laquelle assista Ronald Reagan, le physicien introduisit l’idée d'une défense antimissile utilisant des armes nucléaires. En 1979, Ronald Reagan, en visite au bunker de Cheyenne Mountain, fut frappé par le fait que si le centre de commande du NORAD était capable de détecter et de suivre une attaque avec précision, il n'avait aucun moyen de la stopper. Cet état de fait placerait le président dans une position intenable, devant choisir entre contre-attaquer immédiatement ou essayer d’encaisser l'attaque pour maintenir l'avantage par la suite. Shultz suggère que ce sentiment d'impuissance et les idées défensives proposés par Teller dix ans auparavant s’associèrent pour donner l’élan à l'IDS. À l'automne 1979, sur demande de Reagan, le lieutenant général Daniel O. Graham (en) élabora High Frontier, une idée de défense stratégique utilisant des armes placés au sol et dans l'espace. Ce concept était destiné à remplacer la doctrine d’équilibre de la terreur que Reagan décrivait comme un pacte suicide.
Frances Fitzgerald avance que Reagan a pu être inspiré par une arme fictive, capable de supprimer les courants électriques, présente dans l'un de ses films de 1940, Murder in the Air.

#### Lasers à rayons X
L’idée d'un laser à rayons X, capable de canaliser l’énergie d'une explosion nucléaire en des rayons capable de détruire des missiles balistiques en vol, aurait beaucoup influencé le lancement de l'IDS. À l’étude depuis les années 1970 au laboratoire de Livermore par le « groupe O », dirigé par Lowell Wood, ami et protégé d'Edward Teller, cette nouvelle arme promettait de faire pencher la balance en faveur de la défense plutôt que de l'offensive. Teller, dans une lettre à Paul Nitze décrivait avec enthousiasme les possibilités envisagées d'un tel système : «  Un seul module laser à rayons X de la taille d'un bureau… pourrait potentiellement abattre l’intégralité des missiles soviétiques basés au sol… » (lettre du 28 décembre 1984).

#### Le point de vue géopolitique
Ce programme de relance en matière de recherches en armement est considéré rétrospectivement comme étant l'un des éléments qui aurait pu amener à la chute de l'Union soviétique ; à tout le moins la stratégie reaganienne de confrontation avec le dit « Empire du mal », selon les discours présidentiels, consistait à mettre à genoux l'adversaire en l'amenant sur le terrain d'une compétition militaro-économique visant à l'étouffer financièrement, les crédits alloués par le politburo à cette course aux armements ne l'étant pas sur d'autres plans plus fondamentaux de l'économie de l'URSS.

### Projet et propositions

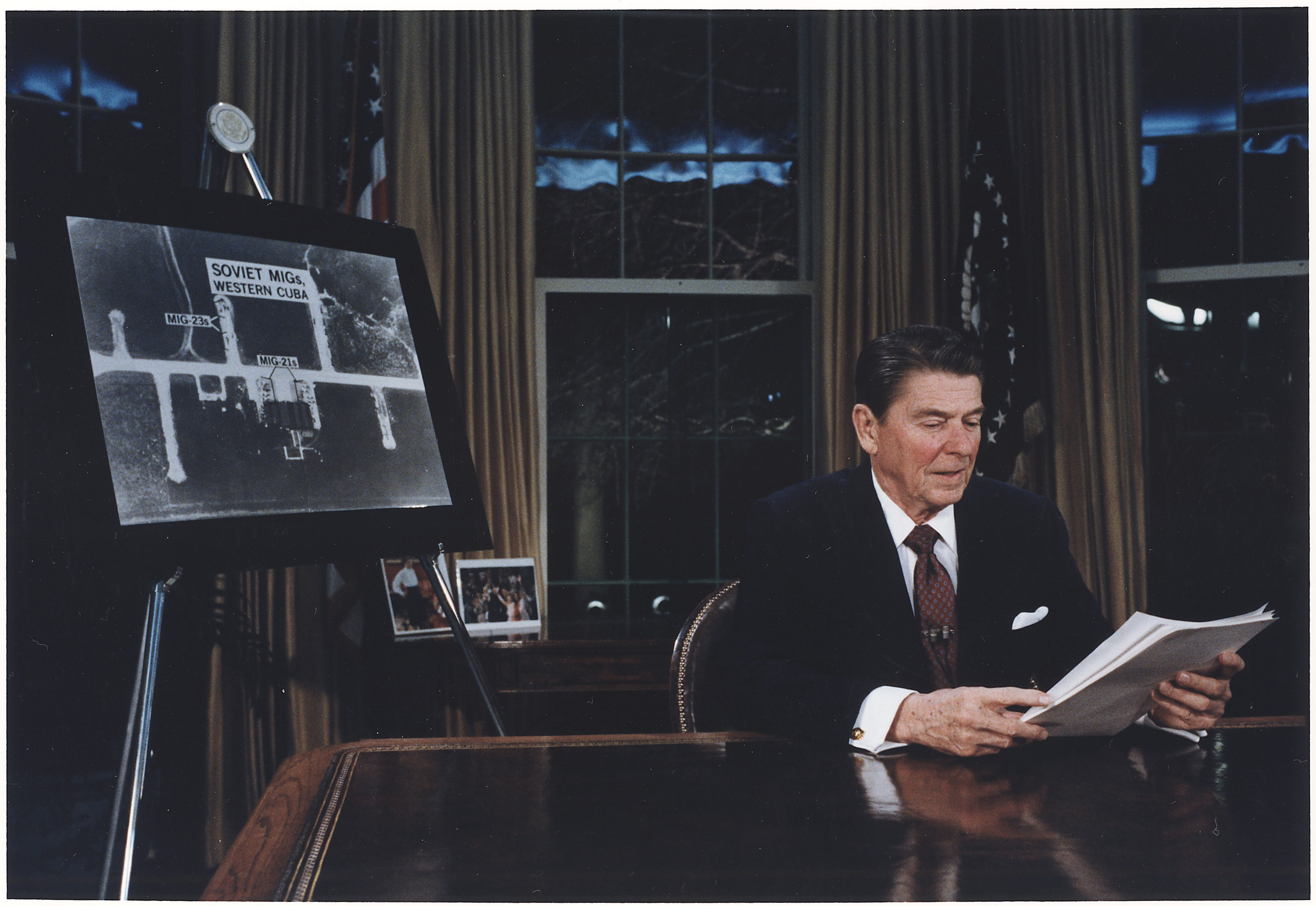
Ronald Reagan annonçant l'IDS.

Le 23 mars 1983, le président Ronald Reagan, dans un discours télévisé sur le budget de la défense nationale, annonce l'Initiative de défense stratégique. L’année suivante, la Strategic Defense Initiative Organization (SDIO) est mise en place pour superviser le programme au sein du département de la Défense, sous la direction du lieutenant-général James Alan Abrahamson (en).
Le SDIO prend en charge un vaste effort de recherche et développement destiné à anéantir une offensive soviétique. De nombreux laboratoires développent de nouveaux concepts d'armes, tels que l'installation de laser de haute puissance en orbite et au sol, des constellations de satellites lance-missiles, anti-missiles ou des missiles intercepteurs lancés par sous-marin.
En juillet 1987, la phase I du système de défense stratégique est approuvée, six composants de l'IDS commencent le processus de validation. La même année le concept Brilliant Pebbles se distingue comme étant le plus prometteur. D’après Abrahamson, il pourrait être déployé pour un cout inférieur à 25 milliards de dollars (48 milliards de 2016). En 1989, le nouveau président, George H. W. Bush, décide après examen de poursuivre l'IDS et en particulier Brilliant Pebbles qui doit devenir le premier système à être déployé,.

### Réactions internationales
Le retentissement de l'annonce de ce nouveau projet par Reagan est immense, bien qu'il n'offre pas de défense totale et qu'il s'avère extrêmement coûteux, même pour le pays le plus riche du monde. Il inquiète cependant les alliés des Américains car on redoute, s'il était matérialisé, qu'il transforme les États-Unis en une forteresse, inviolable et invincible, incitant au repli de la super-puissance occidentale à un isolationnisme qu'ils avaient abandonné, non sans regrets, après la Seconde Guerre mondiale.

#### URSS
Pour l'URSS, ce projet est une très mauvaise surprise, car il remet en question l'équilibre de la terreur, concrétisé depuis 1949 par la possession à son tour de l'arme nucléaire, la rendant désormais vulnérable si les États-Unis voulaient pousser leur avantage, voire faire disparaître selon le mot de Reagan l'« Empire du mal », alors que son économie n'a plus les moyens de se lancer dans une escalade vertigineuse des dépenses militaires.
Moscou, qui s'enlise en Afghanistan et se voit contré d'une manière plus musclée par l'administration Reagan, invoque l'accord ABM de 1972 (limitation stricte des systèmes antimissiles) puis mobilise, en vain, tous les arguments à sa disposition pour que les États-Unis abandonnent leur programme. Aux États-Unis, certaines personnalités comme Harimann, lui reprochèrent de violer les précédents traités de limitation de la course aux armements : Traité Salt II (1979), traité Salt I (1972), démilitarisation de l'espace (1967), interdiction des essais nucléaires dans l'espace (1963).
Lorsque Gorbatchev arriva à la tête de l'Union soviétique en 1985, il ne put que constater le profond délabrement de l'économie soviétique, absorbée par le complexe militaro-industriel. Bien que l'URSS disposât d'excellents scientifiques développant des systèmes d'armes similaires (comme Polyus, 1re partie du programme Skif qui devait répondre à l'IDS), il donna des gages sur le sujet du désarmement conventionnel et nucléaire, ce qui rendit l'ambition d'origine du projet IDS obsolète.

#### Europe
Par le jeu de l'IDS, l'Europe aussi fut poussée dans cette course aux anti-missiles, dans la mesure où, forts des effets dissuasifs que reçut l'IDS sur l'« Empire du mal », les États-Unis proposèrent également des contrats avec d'autres États alliés, ces derniers pouvant dès lors bénéficier du système. Bien que le projet fût irréalisable dans les délais prévus et reposât sur de simples spéculations politiques, l'Europe fut, en quelque sorte, pour ne pas se trouver à la merci des États-Unis, obligée de lancer à son tour le programme EUREKA, qui restait essentiellement civil, et qui n'aboutit pas non plus.

### Postérité

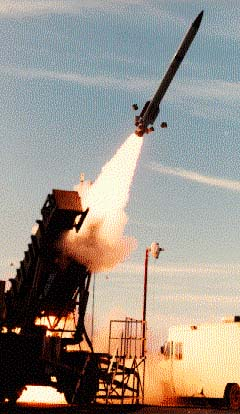
Test d'un antimissile ERINT qui donna naissance au Patriot PAC-3 actuellement en service.

L'initiative de défense stratégique fut finalement officiellement abandonné en 1993 sous l'administration Clinton. La SDIO fut renommée Ballistic Missile Defense Organization (BMDO).

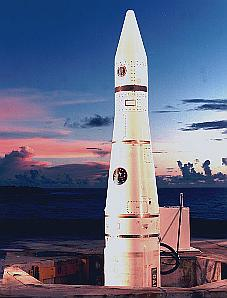
Fusée ERIS (Reentry-vehicle Interception System) testé en 1991 et 1992. Ancêtre direct du Ground-Based Midcourse Defense.

Les technologies développées servent pour le succédané de ce programme dénommé National Missile Defense relancé par l'administration G. W. Bush, à la suite des attentats du 11 septembre 2001. Le National missile defense prévoit d'installer une centaine de Ground Based Interceptor (missiles balistiques anti-missiles) en Alaska et en Californie pour pouvoir intercepter une vague d'une vingtaine de missiles balistiques provenant d'Asie et des États voyous. Des essais ont eu lieu de 2002 à 2005, les premiers de ces missiles ont été déclarés opérationnels en 2005. L'administration Obama a modifié les objectifs du MND en intégrant l'OTAN dans un programme anti-missile pour l'Europe.
Divers systèmes d'armes anti-missiles tactiques sont aussi en cours de développement ou en fonction à cette date dans les forces armées des États-Unis.

## Technologies

### Intercepteurs basés au sol

#### Homing Overlay Experiment (HOE)

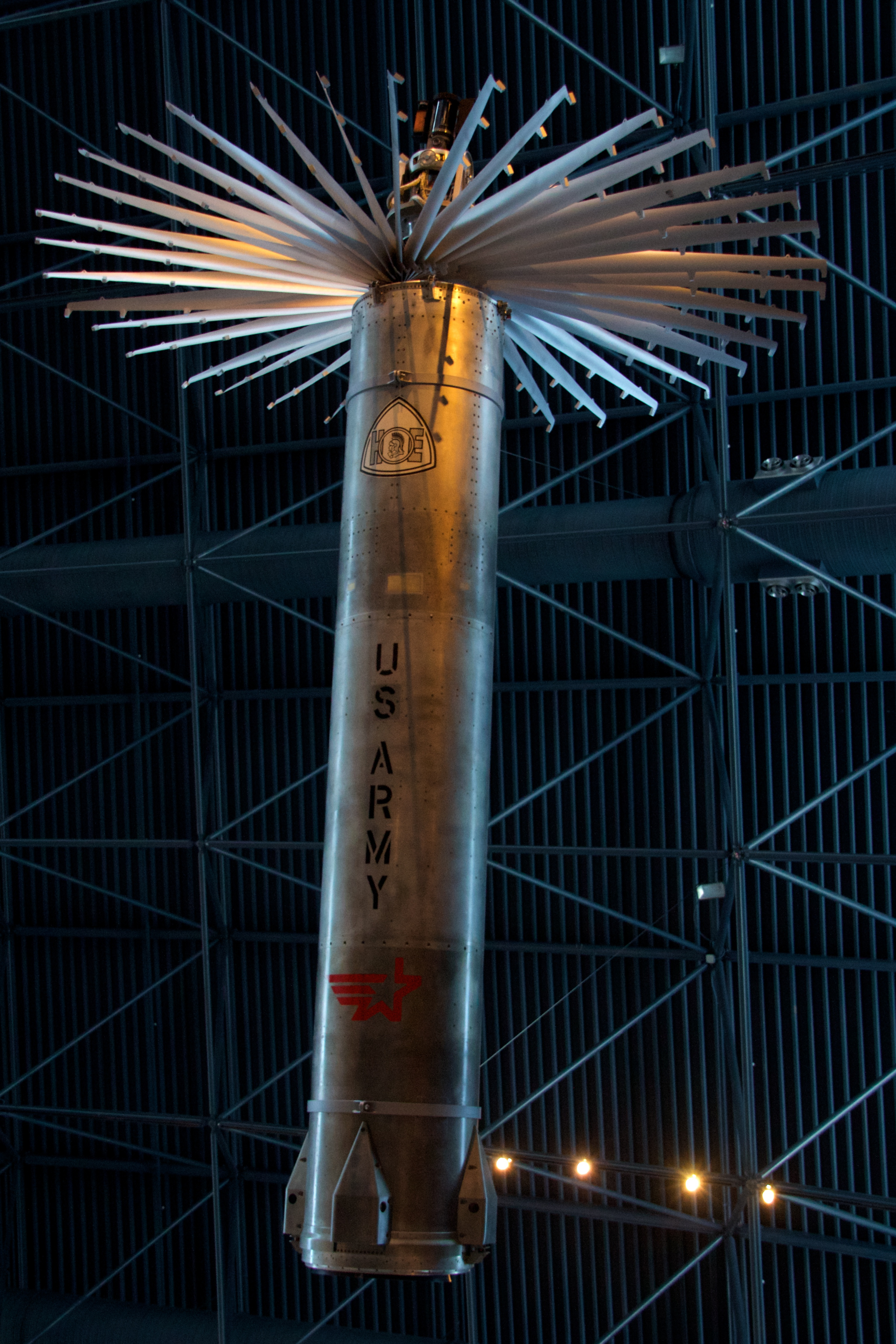
L'intercepteur HOE au Udvar-Hazy Center à Washington D.C.

Dans les années 1980, l'US Army étudia la faisabilité d'intercepteurs qui détruiraient les missiles ennemis simplement par collision directe plutôt que par les effets d'une explosion.
Le HOE réussit la première interception par collision d'une ogive de missile balistique à plus de 160 kilomètres d'altitude, le 10 juin 1984. Cette expérience démontra la viabilité de ce concept et lança le développement par Lockheed du ERIS, précurseur du système Ground-Based Midcourse Defense (GMD) aujourd'hui déployé.

#### Extended Range Interceptor (ERINT)
Le ERINT faisait partie du programme de l'IDS destiné à la conception d'une défense contre les missiles de moyenne portée. Le ERINT évoluera en une version améliorée du missile Patriot, le PAC-3.

### Intercepteurs basés dans l'espace

#### Brilliant Pebbles

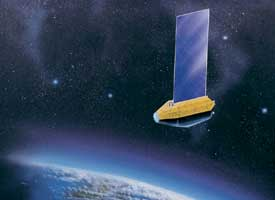
Vue d'artiste d'un Pebble.

Le projet Brilliant Pebbles (« galets brillants »), élaboré en 1986 par Lowell L. Wood au laboratoire de Livermore reposait sur une constellation de satellites utilisant des projectiles de tungstène comme intercepteurs. Les satellites étaient conçus pour fonctionner de manière autonome afin de limiter la vulnérabilité et le cout du système.
John H. Nuckolls, directeur du laboratoire de Livermore entre 1988 et 1994, décrivit le système comme « le chef-d’œuvre de l'initiative de défense stratégique ». Bien que perçu comme le projet le plus prometteur de l'IDS, il sera annulé en 1994 par le BMDO.
Certaines des technologies développées pour Brilliant Pebbles furent réutilisées par la suite, par exemple les capteurs et caméras furent intégrés à la mission Clementine de la NASA.

#### Laser chimique

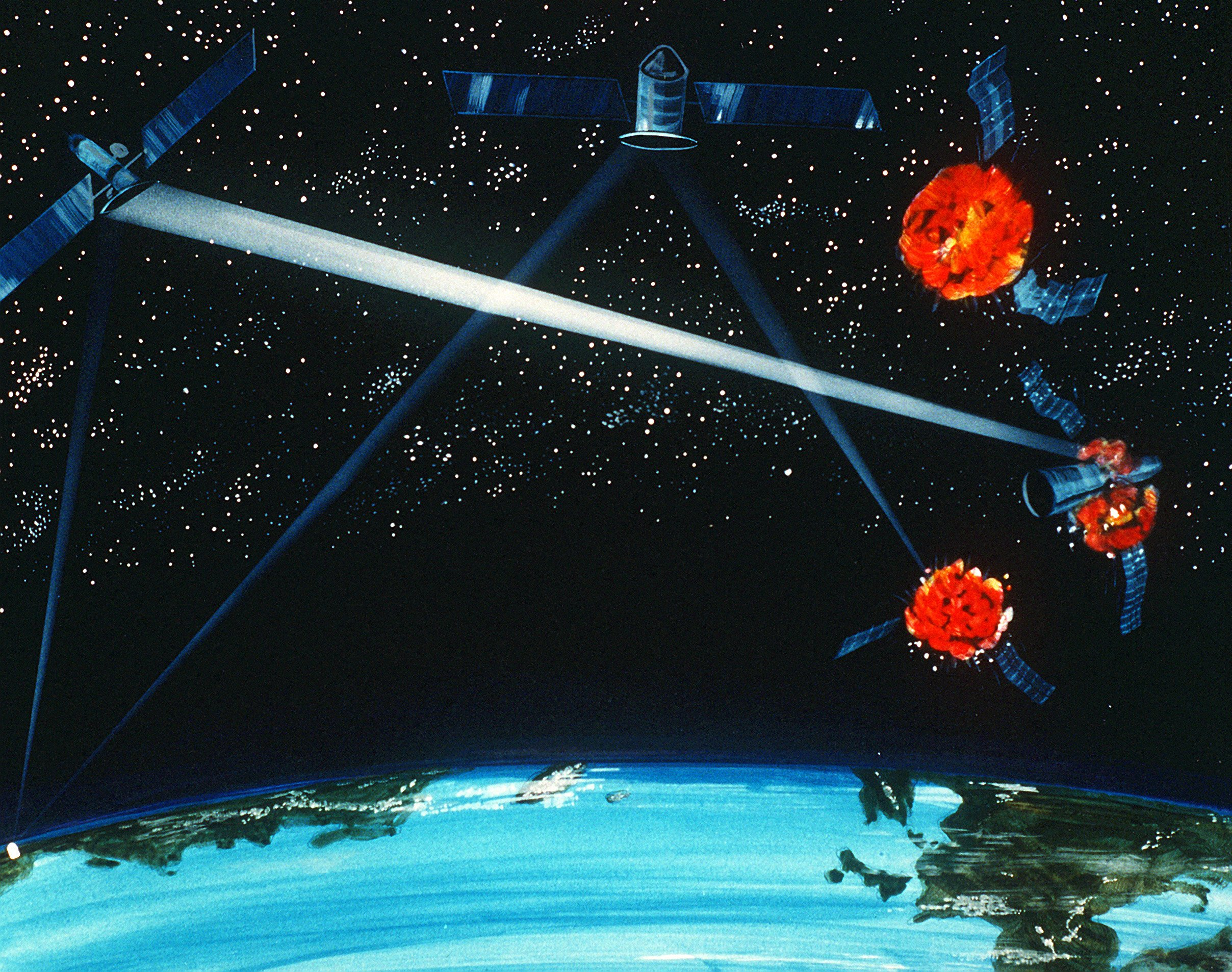
Dessin d'artiste d'un système laser hybride, le tir provenant d'une station terrestre puis réfléchi par un satellite imaginé dans les années 1980.